# Marina Silvestri
Marina Silvestri (Trieste, 17 febbraio 1953) è una giornalista e scrittrice italiana.

## Biografia
Laureata in Lettere Moderne, giornalista, la sua principale attività è legata alla Rai dove è entrata per concorso nel 1978, lavorando prima per il programmi regionali e nazionali di Rai 3, poi per le testate informative di Trieste, Trento e il GR1 di Radio Rai fermandosi a Roma per lunghi periodi. Qui aveva in precedenza vissuto gli anni di studio e formazione nel settore delle produzioni cinematografiche e festival del cinema, venendo a contatto con autori e registi. È stata responsabile di uffici stampa e dell'organizzazione di convegni, ha scritto per il quotidiano economico ItaliaOggi ed altre riviste di settore. La sua produzione conta anche lavori di saggistica e divulgazione scientifica.
Nel romanzo d'esordio, Miralegra (Campanotto, 1993) e in quello successivo Amadiel (Campanotto 1997), pubblicati entrambi con lo pseudonimo di Marina Vessel, ha rievocato con intensità il pervicace magnetismo che la lega alla città natale, che la accompagnerà anche nei successivi testi di narrativa. È del 2000 la raccolta di interviste intitolata Scienza e batticuore. Conversazioni sull'infinitamente fantastico dove nascono le idee della scienza (Hammerle). Nel 2003 ha curato un saggio a più voci, Trieste la donna e la poesia del vivere (Ibiskos Editrice Risolo), contribuendo con il capitolo intitolato Il mito infranto. Sempre con lo stesso editore, nel 2004, ha pubblicato il libro di racconti Distratti dai Giorni; nel 2006 il volume Un passo in più. Donne e disagio mentale a Trieste, che raccoglie accanto all'autobiografia di una paziente di Franco Basaglia, testimonianze di familiari e operatori del mondo della scuola, della sanità e del sociale; nel 2007 è uscito il romanzo breve La memoria innanzi, una storia ambientata nella Trieste degli anni Cinquanta.
Nel 2009 ha pubblicato il saggio Aurelia Gruber Benco. Trieste, l'identità europea e la politica della cultura (Ibiskos Editrice Risolo); nel 2010 ha curato la riedizione del romanzo di Delia de Zuccoli Benco, Ieri, con un saggio introduttivo sull'autrice, nel 2011 assieme a Gianni Gori l'edizione postuma della biografia di Silvio Benco scritta dalla nipote Anna Gruber, intitolata La libertà e la ragione. Con l'oceanografo Renzo Mosetti, ha pubblicato nel 2008 il saggio Da Okeanos a El Niňo. Il contributo dell'oceanografia agli studi sul clima, (Bruno Mondadori), scrivendo la parte relativa alle cosmogonie e la mitologia legata alle acque, temi ripresi nel 2012 nel volume La rosa del Freddo e l'avventura dell'uomo (con R. Mosetti, R. Purini, Bruno Mondadori) con particolare riguardo alla nascita dell'agricoltura e al mito di Demetra e Persefone.
Nel 2013 il romanzo Ambraverde (Palombi), una vicenda lunga più di un secolo ricostruita attraverso ricerche storiche e d'archivio che si snoda fra Gorizia, Trieste, Catania e Isola d'Istria, e propone di Trieste una dimensione più mediterranea che mitteleuropea, sottolineando i rapporti fra il nord e il sud del Paese. 
Successivamente affronta la storia dell'emigrazione a Trieste dal Regno d'Italia durante il XVIII e XIX sec. fino allo scoppio della Grande Guerra, quando su una popolazione di 240.000 abitanti i 'regnicoli' erano 50.000, provenienti per la maggior parte dal Friuli, dal Veneto, dalla Puglia e da tutta la fascia adriatica: Lassù nella Trieste asburgica. la questione dei regnicoli e l'identità rimossa.
Sempre nel 2017 scrive con l'editore Giorgio Ossola Beindl Sottratti all'oblio, una storia del commercio del libro usato a Trieste e Gorizia. 
Da ultimo, Linuccia Saba e il cinema, un sogno negato, saggio introduttivo a due soggetti per il cinema di Linuccia Saba ritrovati fra le carte della regista Anna Gruber che è l'occasione per parlare dei rapporti fra Trieste e il cinema.La città è protagonista anche di racconti pubblicati in volumi collettanei.

## Opere
- Scienza e batticuore Hammerle, Trieste, 2000 ISBN 8887678170
- Distratti dai giorni Ibiskos, Empoli, 2004 ISBN 8875190658
- Un passo in più: donne e disagio mentale a Trieste (a cura di) Ibiskos Editrice Risolo, Empoli, 2006 ISBN 88-546-0061-X
- La memoria innanzi Ibiskos Editrice Risolo, Empoli, 2007 ISBN 978-88-546-0146-8
- Da Okeanos a El Niño (con Renzo Mosetti) B. Mondadori, Milano 2008 ISBN 978-88-424-9796-7
- Aurelia Gruber Benco: Trieste, l'identità europea e la politica della cultura Ibiskos Editrice Risolo, 2009 ISBN 978-88-546-0585-5
- La rosa del freddo e l'avventura dell'uomo (con R. Mosetti e R. Purini) B. Mondadori, Milano, 2011 ISBN 978-88-6159-624-5

- Ambraverde Palombi Editori, Roma, 2013 ISBN 978-88-6060-526-9
- Lassù nella Trieste asburgica. La questione dei regnicoli e l'identità rimossa Leg, Gorizia, 2017 ISBN 978-88-6102-415-1
- Sottratti all'oblio. Del commercio del libro usato a Trieste e Gorizia (con G. Ossola Beindl) Leg, Gorizia, 2017 ISBN 978-88-6102-460-1
- Linuccia Saba e il cinema, un sogno negato. Due soggetti ritrovati EUT Edizioni Università di Trieste, Trieste, 2019 ISBN 978-88-5511-080-8
- Quaranta sono i giorni Hammerle Editori in Trieste, Trieste, 2020 ISBN 978-88-9842-258-6
- Miralegra Hammerle Editori, Trieste, 2023 ISBN 978-88-9842-2814
- L'affaire Prezioso. Aprile 1915. La missione segreta del direttore politico del "Piccolo" EUT, Trieste, 2024 ISBN 978-88-5511-519-3 (print), ISBN 978-88-5511-521-6 (online)
- Zeleni jantar (titolo originale Ambraverde, Palombi, Roma, 2013) trad. Dana Čandek, Goriška Mohorjeva družba, Gorizia, 2024 ISBN 979-12-80793-27-0

| Controllo di autorità | VIAF (EN) 2212159941674225440007 · SBN LO1V172406 · J9U (EN, HE) 987007592346905171 · CONOR.SI (SL) 38896227 |